# Talpa aquitania
Talpa aquitania és una espècie d'eulipotifle de la família dels tàlpids. Viu a la part de França que es troba al sud del Loira, així com Catalunya i altres parts del nord d'Espanya. Té una llargada de cap a gropa de 117–192 mm, la cua de 19–38 mm i un pes de 47–147 g. El seu nom específic, aquitania, es refereix a la província romana de Gàl·lia Aquitània. Com que fou descoberta fa poc, encara no se n'ha avaluat l'estat de conservació.